# Eric Sparrow
Eric Sparrow is een personage. Hij is de rivaal van de speler in het spel Tony Hawk's Underground. Hij komt ook voor in Tony Hawk's Underground 2 en zijn naam komt voor in Tony Hawk's Project 8 Hij komt ook voor in het spel Tony Hawk's Proving Ground. Zijn stem wordt ingesproken door Ben Diskin.

## Uiterlijk
Zijn kleding in Tony Hawk's Underground bestaat uit een zwarte trui met capuchon waarow er op de achterkant een groot skelet is afgebeeld, een lichte spijkerbroek en groene skateschoenen van bob burnquist. Zijn haar is gemillimeterd en hij heeft korte bakkebaarden. Het enige verschil met de kleding in Tony Hawk's Underground 2 is dat hij een roze T-shirt van zijn eigen "skateboard" bedrijf; sparrow, over zijn trui heen draagt. Hij heeft nu ook een "sikje" laten groeien en een ketting aan zijn riem hangen. In Tony Hawk's Project 8 komt zijn naam voor in de top 200 professioneel skateboarders, hier blijft het echter bij. In Tony Hawk's Proving Ground is zijn haar is nog steeds gemillimeterd en hij heeft lange bakkebaarden. Hij heeft nu een blauw overhemd over zijn trui aan. Hij draagt een witte pet getilt achterstevoren, ook draagt hij veel sieraden. Hij heeft, een baggy spijkerbroek en wit-zwarte skate sneakers.

## Tony Hawk's Underground
In dit spel begint Eric oorspronkelijk als de beste vriend van de speler. Hij helpt hem nog met het maken voor een sponsor video voor Stacy Peralta. Hierna raken zij in strijd om als eerste professioneel skateboarder te worden. Zijn jaloezie begint als de speler de Tampa Am wint, en amateur wordt. Later ontmoeten zij elkaar in Hawaï, waar Eric vastlegt op film waar de speler een McTwist over een helikopter doet.
Later, op de Slam City Jam laat Eric de film van de speler zien, en wordt hierdoor professioneel. Als de speler daarna bewijst dat hij beter is dan Eric in een wedstrijd krijgt hij de prijs, en wordt ook professioneel.
Later als het skate-team in Moskou komt, probeert Eric de speler te saboteren, door hem in een tank te lokken en deze te laten crashen. Hierdoor komt de speler in de gevangenis. Als hij hier eenmaal uit komt, is hij gekickt door zijn team, en begint zijn eigen team.
Een tijd later komen ze elkaar weer tegen in New Jersey, hun woonplaats. Daarbij daagt de speler Eric uit voor een wedstrijd, de winnaar krijgt de video van de trick in Hawaï. De speler wint, en krijgt de tape. Tevens slaat hij Eric. Later is de laatste opdracht, de wedstrijd om de video, opnieuw te bespelen via het menu.

## Tony Hawk's Underground 2
In dit spel nemen Eric en de speler beide deel aan de World Destruction Tour, een wedstrijd waar het hele spel om draait. Terwijl de speler in Tony Hawks team zit, wordt Eric gekozen door Bam Margera. Tot in Sydney hebben de speler en Eric geen contact. Eric had ondertussen schaamvolle momenten meegemaakt. In Berlijn heeft hij een hele band om zeep geholpen na het proberen van een 900°, net als hij een hotdog kraam vernielde bij het proberen van een Acid Drop.
In het eind van het Sydney-level, gaat het tussen Eric en de speler welke van de twee achter moet blijven. Bam Margera komt met het idee: 'Wie Nigel Beaverhausen het meest voor schut kan zetten mag mee, de andere blijft.' Het beste wat Eric kan doen is zijn kleren stelen, terwijl de speler verkleed als Nigel allemaal voetgangers en andere mensen tegen hem opzet. Omdat de stunt van de speler stukken beter is, mag hij door en blijft Eric achter.

## Tony Hawk's Project 8
De naam van Eric wordt genoemd in de top 200 van professionele skateboarders. Hij is geen personage, het blijft bij de naam. Elke keer als je het spel opnieuw begint, staat hij ergens anders in de ranglijst.

## Tony Hawk's Proving Ground
In Tony Hawk's Proving Ground keert Eric terug. Aangezien je een heel ander personage bent, kent hij je niet als de makker van vroeger. Het personage mag van Arto Saari meedoen aan een demo waardoor dat hem succesvol maakt. Eric vindt het niet acceptabel en zegt dat het personage geen verschil is met de andere kinderen die willen meedoen aan een demo. Hij daagt het personage uit om mee te doen aan een driestedenwedstrijd. Omdat Eric een lokale favoriet is accepteert het publiek meteen en staat dan ook volledig achter Eric.
Maar dit keer heeft het personage veel hulp gekregen van Bob Burnquist en Ryan Sheckler. Het personage wint van Eric, en hier blijft het ook bij.